# Liste der Naturdenkmale in Lautertal (Vogelsberg)
Die Liste der Naturdenkmale in Lautertal (Vogelsberg) nennt die im Gebiet der Gemeinde Lautertal im Vogelsbergkreis in Hessen gelegenen Naturdenkmale.
| Bild            | Bezeichnung              | Ortsteil, Lage                                 | Beschreibung                                                  | Art                                                    | Nr.      |
| --------------- | ------------------------ | ---------------------------------------------- | ------------------------------------------------------------- | ------------------------------------------------------ | -------- |
| Fotos hochladen | Hutebuche am neuen Weg   | Eichelhain 50° 33′ 59,6″ N, 9° 16′ 43,2″ O     |                                                               | Einzelbaum                                             | 12.062.1 |
| Fotos hochladen | Hutebuche im Schmittborn | Eichelhain 50° 33′ 46,2″ N, 9° 17′ 9,6″ O      |                                                               | Einzelbaum                                             | 12.063.1 |
| BW              | Linde am Stein           | Engelrod, L3139 50° 34′ 42,6″ N, 9° 15′ 3,6″ O | Löschung 1989.                                                | Einzelbaum                                             | 063      |
| Fotos hochladen | Dicke Steine             | Engelrod 50° 34′ 49,3″ N, 9° 14′ 40,9″ O       | wahrscheinlich der Überrest eines vulkanischen Förderschlotes | Mit seltenen Flechten bewachsenes vulkanisches Gestein | 12.064.1 |
| Fotos hochladen | Eiche in der Kreuzwiese  | Engelrod 50° 35′ 8,1″ N, 9° 15′ 50,9″ O        |                                                               | Einzelbaum                                             | 12.065.1 |
| BW              | Eiche am Schönhäuschen   | Meiches 50° 37′ 20,9″ N, 9° 15′ 54,1″ O        |                                                               | Einzelbaum                                             | 12.066.1 |

## Belege
1. ↑  
Naturdenkmale in Hessen. (pdf; 405 kB) Anlage zu Kleine Anfrage der Abg. Ursula Hammann (BÜNDNIS 90/DIE GRÜNEN) vom 15.04.2011 betreffend Biotopverbund Teil 2 und Antwort der Ministerin für Umwelt, Energie, Landwirtschaft und Verbraucherschutz. Hessischer Landtag, 22. Juni 2011, S. 103–108, abgerufen am 4. Februar 2016.
2. 1 2 3 4 5 6 7  
Naturdenkmäler im Vogelsbergkreis -Übersichtstabelle- Anlage 1 der Verordnung. (pdf; 30 kB) www.vogelsbergkreis.de, 1. Januar 2018, abgerufen am 7. Januar 2022.
3. ↑  Geopark Vulkanregion Vogelsberg e. V. Geotop und Naturdenkmal Dicker Stein in Engelrod, abgerufen am 21. April 2016

- Karte mit allen Koordinaten:
- OSM |
- WikiMap